# Otěvěky
Otěvěky (Duits: Nedowitz) is een Tsjechische plaats in de gemeente Žďár in de regio Midden-Bohemen en maakt deel uit van het district Rakovník.
Otěvěky telt 32 inwoners.

## Geschiedenis
De eerste schriftelijke vermelding van het dorp dateert van 1418.
Sinds 2003 maakt Otěvěky deel uit van de gemeente Žďár.

## Bevolking
Bij de volkstelling van 1921 waren er 153 inwoners, waarvan 68 mannen, waarvan dertien Tsjecho-Slowaken en 140 Duitsers. Bij de volkstelling van 1930 telde het dorp 148 inwoners, waarvan dertien Tsjecho-Slowaken en 135 Duitsers. Bij beide tellingen was een van hen protestant en de rest lid van de Rooms-Katholieke kerk.

## Bezienswaardigheden
- Kerk van de Heilige Drie-eenheid op het dorpsplein

## Galerij

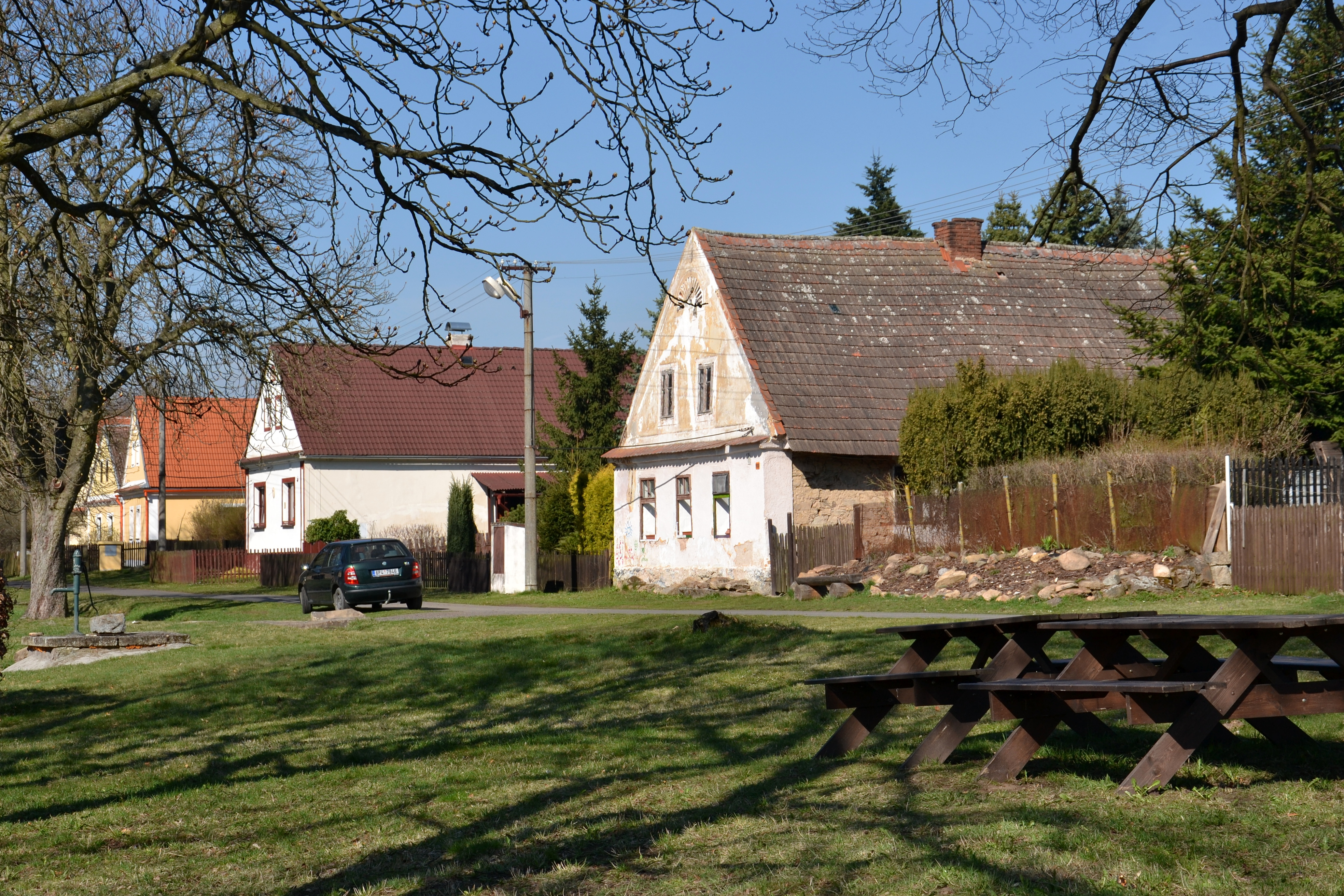
Huizen aan het dorpsplein (1)
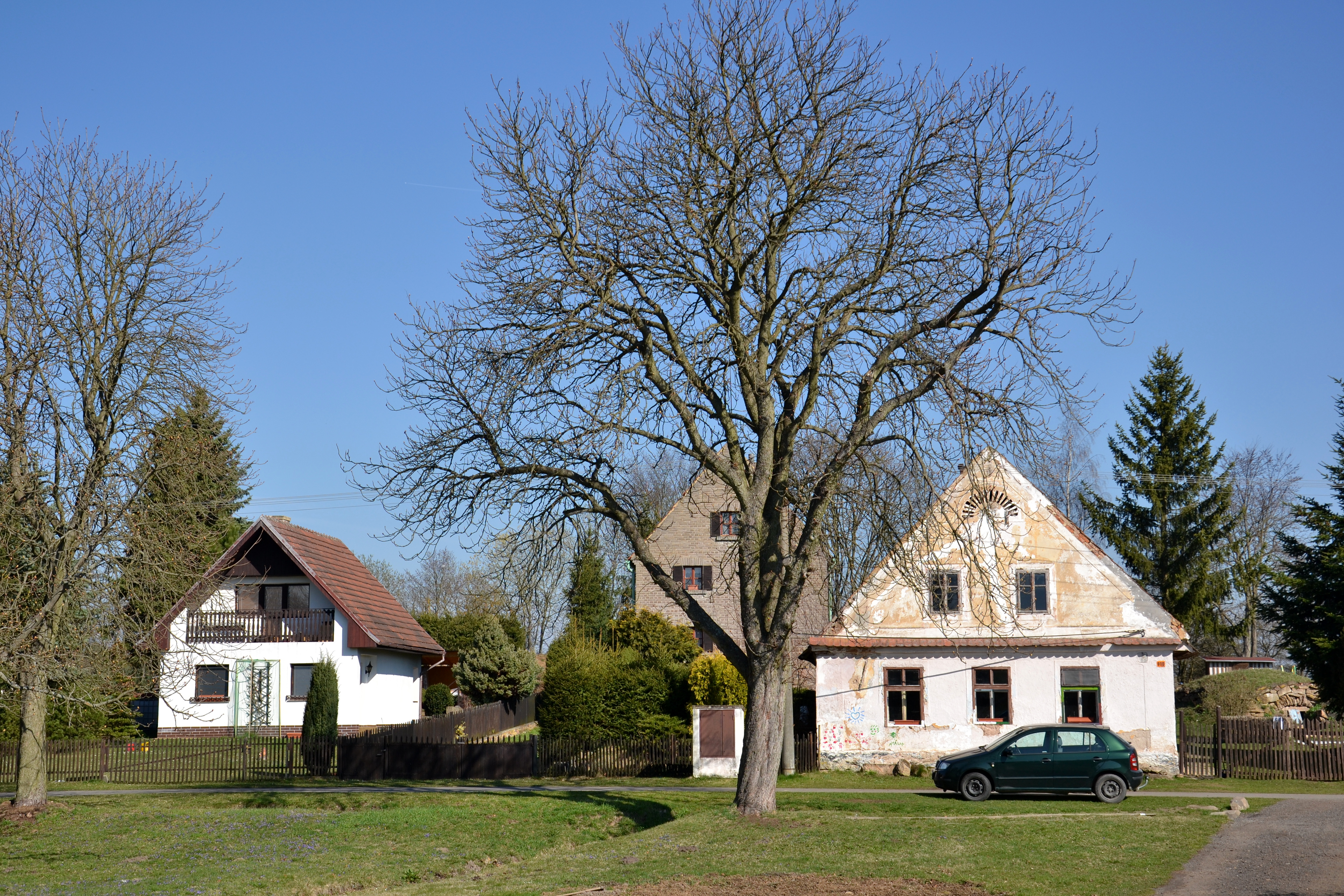
Huizen aan het dorpsplein (2)
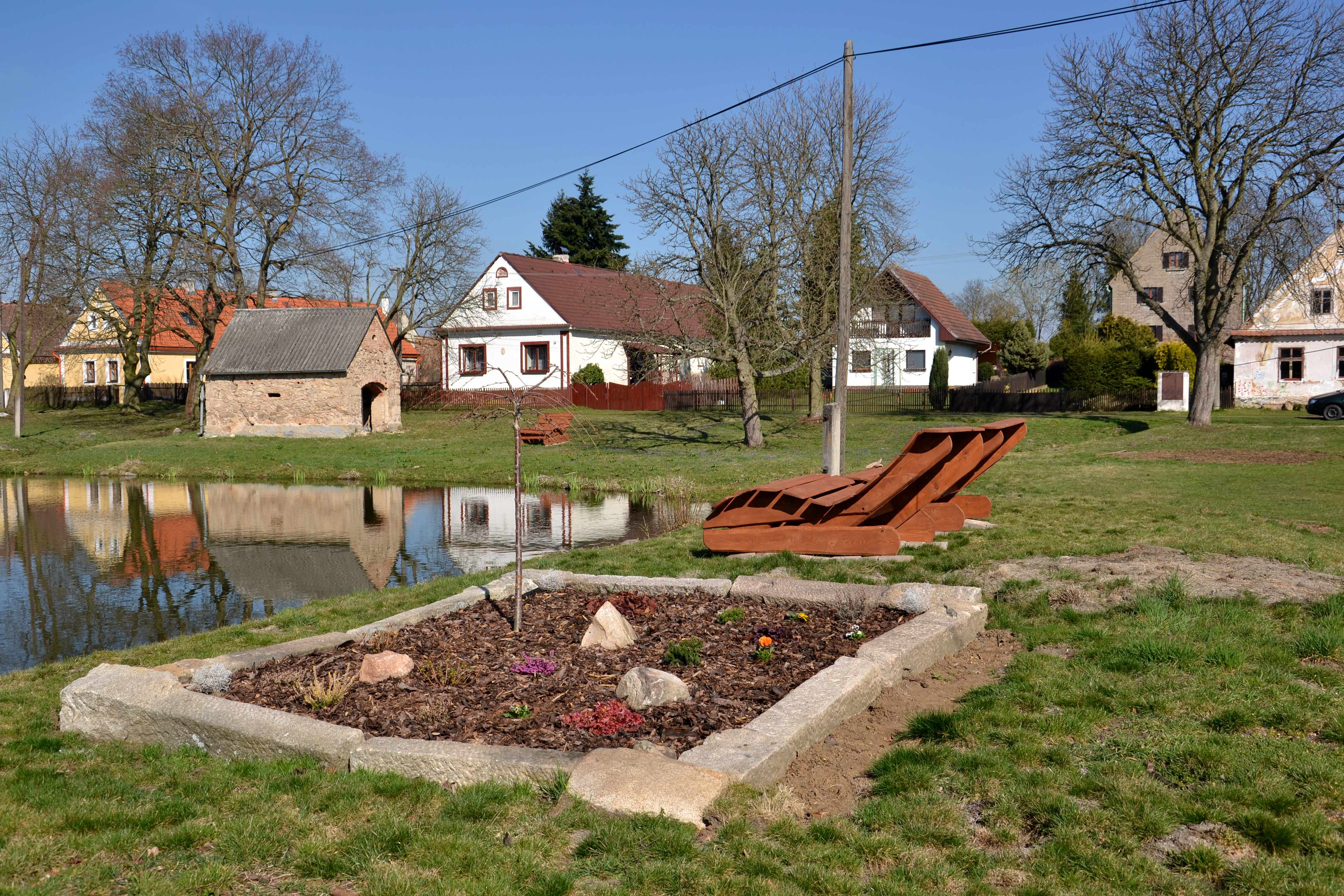
Huizen bij het stuwmeer